# Woman (テレビドラマ)
『Woman』（ウーマン）は、2013年7月3日から9月11日まで毎週水曜日22:00 - 22:54に、日本テレビ系の「水曜ドラマ」枠で放送された日本のテレビドラマ。主演は満島ひかり。

## 概要
主人公（青柳 小春）が色々な人たちと関わり合いながら生活を築いていく社会派ドラマ。満島ひかりの民放連続ドラマでの主演は、本作が初となる。
本作の脚本を書き下ろした坂元裕二ほか、2010年のドラマ『Mother』のスタッフによるオリジナル作品。題字は『Mother』と同様の手書き風ロゴになっている。
地上波ドラマ初の試みとして第1話を放送前にインターネットで1万人限定で試写会が開催された。

### 海外展開
『Mother』同様、国外でリメイク版が制作されており、2017年に、アメリカ合衆国に次ぐドラマ輸出国であるトルコ共和国で『Kadin』のタイトルでリメイク版が制作・放映され、世界25ヵ国以上に展開されている。トルコでは現時点でオリジナルのシーズン4も制作され、前作の『Mother』を凌ぐ人気ぶりを見せている。また、フランスや韓国でもリメイク版が制作・放送されている。

## あらすじ
小春（満島ひかり）は、夫の信（小栗旬）を不慮の事故で亡くし、二人の子供・望海（鈴木梨央）と陸（髙橋來）と生活している。
小春は仕事を掛け持ちして必死で働くものの家計は苦しく、生活は困窮する。追い詰められた小春が生活保護申請をするために福祉事務所を訪ねると、条件が満たされないことを理由に断られる。親族からの援助の有無を聞かれ、親族はいないと答える小春。小春の父は亡くなり、20年前に小春と父を残して好きな男（健太郎：小林薫）のもとへ走った母の紗千（田中裕子）とは絶縁状態だった。
しかし、福祉事務所がどうにか紗千に問い合わせたところ、紗千は小春への援助の意志を示しているという。自分を捨てた母がそんなことを言うはずがない、と信じられない小春。
そして、小春は20年ぶりに紗千と会わざるを得なくなる。

## 登場人物

### 青柳家
青柳 小春（あおやぎ こはる）〈27〉
演 - 満島ひかり（幼少期：住田萌乃）
望海と陸の母親。旧姓：高村。夫・信が事故で他界後、パートを掛け持ちしながら子育てをしている。両親の離婚後は父方に引き取られた為、実母の紗千とは20年間絶縁状態であったが生活保護申請をきっかけに再会する。紗千を他人行儀に「植杉さん」と呼ぶ。
仕事中にめまいの症状が起き始め、澤村から再生不良性貧血の診断を受けるが、病気のことは薬も隠し、周囲には秘密にしていた。病気と闘い生き抜く事を決心するが、もしもの事を考え親子ともに植杉家に移り住む。その後、陸と望海に病気の事を打ち明ける。
信の死の原因となった事故の詳細をあえて知る必要がないと考えていたが、栞に真相を打ち明けられ激しく動揺する。しかし紗千に思いを吐露する中、ようやく紗千を「お母さん」と呼ぶようになった。
栞のHLA型が適合することがわかってからも、栞からの骨髄提供は当初は拒むつもりでいた。しかし骨髄バンクに適合者が見つからないことと、彼女に懐く子供たちが将来その愛情を憎しみに変えることがあってはならないと考えたことから、最終的に提供を受け入れる事を選び、手術を経て無事回復を果たす。
青柳 望海（あおやぎ のぞみ）〈5 → 7〉
演 - 鈴木梨央（4歳：須田理央）
青柳家長女。幼少期は子供らしいわがままな所があったが、母親の苦労を見ているうちに弟思いのしっかり者に育つ。幼少期から動物図鑑を常に持ち歩いており、大切なものをその中にはさんでいる。父親の遺伝とのことで左利き。母親の小春のことも優しく気づかうが、次第に小春の病気に気付き、病院まで探しにいく。
紗千を「お母さんのお母さん」と呼んでいたが、後に小春と同様「おばあちゃん」へと呼び方が変わっている。
青柳 陸（あおやぎ りく）〈2 → 4〉
演 - 髙橋來（1歳：田中レイ）
青柳家長男。望海の弟。ワニの人形に“トトロ”と名付けて、持ち歩いている。 いつも姉の後をついて行き口数は少ないが、街に貼られたポスターの迷い犬を心配するなど感受性が強い。
青柳 信（あおやぎ しん）〈没31〉
演 - 小栗旬
小春の亡夫。登山家だったが結婚後は家族を守るため、安定した水道局の仕事に就く。4年前、紗千と小春の仲をとりもつために植杉家を訪れるが、屈折した思いを抱いた栞によって電車内で痴漢冤罪を受け、そのトラブルの中で男性に背中を押され線路に転落。丁度入線した列車に轢かれて命を落とす。
生前、自分たちが生きた証を子供たちに伝えていく事が親のつとめであると小春に話していた。

### 植杉家
植杉 紗千（うえすぎ さち）〈56〉
演 - 田中裕子
小春の実母。暴力を振るう夫が原因で小春のもとを離れ、健太郎と再婚したのち栞を出産する。殆ど収入が無い健太郎に代わってホテルで働く。健太郎が内緒で代理で受理した生活保護扶養照会書がきっかけとなり、小春と20年ぶりに再会し、その時に初めて信の死を知る。小春とぎくしゃくした関係が続く中、エアコンを贈ったり、貧血で倒れた小春を介抱したりするなど、心の奥では自責の念と共に娘のことを気にかけている。
望海や陸との交流を経て小春と打ち解ける方向に動きかけるが、栞から信の死にまつわる事故の真相を告白され、孤独を深める栞を守ろうとして彼女に口止めしたうえで自身も再び小春を拒絶する。
小春の病気を知ってからは、病気を隠し子供たちには気丈に振る舞う小春の想いをくみ取って、彼女のドナーとなるためにHLA型検査を受ける。だが小春のHLA型との一致度は低く、ドナー不適合だった。
その後自殺を仄めかす電話をかけてきた栞に対し、自分と同様、小春への罪を背負いつつ今後を生きる覚悟を諭す。
植杉 健太郎（うえすぎ けんたろう）〈58〉
演 - 小林薫
紗千の再婚相手。仕立て屋・テーラーウエスギの店主だが流行らず廃業寸前のため、紗千の収入を頼った生活をしている。飄々とした性格で、確執のある紗千と小春の間を取り持とうとする。「仕事をしない怠け者だ」と聞いた望海から“ナマケモノさん”という愛称で呼ばれる。小春と信が出会ったきっかけでもある『遠き山に日は落ちて』の一節「円居せん（まどいせん）」の意味を望海に教える。
紗千を通して信の事故の真相を知った後、家を出た栞のもとへ行き、小春に償いをするよう説得する。
植杉 栞（うえすぎ しおり）〈19〉
演 - 二階堂ふみ（幼少期：荒川梨杏）
紗千と健太郎の娘。美大浪人中で美術予備校に通っていた。戸籍上、小春とは父親違いの妹にあたる。
望海と偶然知り合い、迷子になった望海を迎えに行ったとき初めて小春と会った。小春たちが植杉家に移り住んだ後も、望海と陸には「しーちゃん」と呼ばれ懐かれている。
かつて中・高校でいじめに遭う中で母の期待に応えようと努力していたが、信が植杉家に訪れた事で小春の存在を知り、信を通じて小春と紗千の距離が縮まって行くのを感じ孤独感を募らせる。
信の事故死に関しては家族にも事実を隠しており、口論の際「あなたの旦那さんも死んじゃったんでしょ。それだって確か痴漢したって話じゃない。ニュースで見たわ」と小春を責める。後に紗千にだけ事実を話すが厳しく口止めされ、これを隠したまま青柳家と共同生活を続けるが、生前の信が遺した小春宛の手紙を読んで動揺し、小春にも真相を告白した。その後、紗千には行き先を告げずに家を出て従姉の真希のもとへ身を寄せる。
街中で信の背中を押した男性を見つけるが逃がしてしまうなどして心理的に追い詰められるも、健太郎と紗千からの説得でHLA型検査を受けたところ小春と適合することがわかり、小春のドナーになることを申し出る。
植杉 真希（うえすぎ まき）
演 - 柊瑠美
栞の従姉。

### 蒲田家
蒲田 由季（かまた ゆき）〈26〉
演 - 臼田あさ美
パート先で知り合った小春の友人で、同じ2児のシングルマザーとして良き相談相手となる。再婚して「相馬」姓に変わり山梨で生活を始めたものの、夫の浮気により再び離婚してしまう。
蒲田 直人（かまた なおと）〈9〉
演 - 巨勢竜也
蒲田家長男。
蒲田 将人（かまた まさと）〈7〉
演 - 高田愛斗
蒲田家次男。

### 砂川家
砂川 藍子（すながわ あいこ）〈25〉
演 - 谷村美月
都立渋谷病院血液内科研修医。良祐の妻で彼とは学生時代に出会った。仕事が忙しいせいで手がまわらない舜祐の育児に関して、良祐と諍いが絶えない。のち、舜祐を引き取り離婚する事となった。
砂川 良祐（すながわ りょうすけ）〈26〉
演 - 三浦貴大
生活福祉課生活保護担当職員。藍子の夫。小春の生活保護申請を受け持つ。家出した藍子に代わって舜祐の世話をしていた。
砂川 舜祐（すながわ しゅんすけ）
演 - 庵原匠悟
良祐と藍子の1人息子。

### 都立渋谷病院
澤村 友吾（さわむら ゆうご）〈35〉
演 - 高橋一生
血液内科医師。小春の担当医。妻を小春と同じ再生不良性貧血で亡くす。難病を乗り越え生きようとする小春に対し、全力で治療にあたると誓った。
中野（なかの）
演 - おかやまはじめ
澤村の同僚医師。
藤田（ふじた）
演 - 矢島弘一
看護師。

### その他
松谷 高生〈51〉
演 - 井之上隆志
生活福祉課生活保護担当職員。良祐の上司。

### ゲスト

#### 第01話
老人
演 - 庄司永健
コンビニエンスストアで買い物中の老人。店内で泣く陸をあやす小春に対して「子供が泣くのは当たり前だよ」と温かい言葉をかける。

#### 第02話
三澤
演 - 町田マリー
児童相談所職員。小春が暮らすアパートの隣人・潤子（演：片岡富枝）からの通報を受け、家庭環境を調査するため、青柳家を訪れる。

#### 第04話
内村 真美
演 - 濱田マリ
高級住宅街に住む主婦。迷子になった飼い犬・ブンのポスターを掲示板に貼り、のちに陸を中心とした青柳家に捜索されるが、その頃には既に新しい子犬を娘たちに買い与えていた。
内村 紗香
演 - 菊池和澄
内村家長女。
今野 美希
演 - 大西礼芳
栞の高校時代の同級生。コーヒーショップで栞と偶然再会する。

#### 第06話
津川
演 - すわ親治（第7話）
山梨県大菩薩峠の山中にある土産物屋の店主。4年前、亡くなる前日の信が訪れて書き置いた小春への手紙を大事に保管しており、小春からの連絡を待ち続けていた。4年後、植杉家で見つかった信のマフラーを包む土産物用紙袋がきっかけとなり、子供たちを連れて山梨を訪れた小春と初めて会い、信の手紙を彼女に渡す。

#### 第07話
青柳 静恵
演 - 神野三鈴
山梨で暮らす信の母親。東京で恋人と暮らしていた時、毎月生活費だけを小学生の信に送り一人で生活させていた。
宮前 幸司
演 - 田中要次
山梨の病院に入院している元郵便局員。少年時代の信が一人で生活していた事実を唯一知る第三者であり、信からは恩人だと思われている。
小島 翼
演 - まいど豊
バス運転手。

#### 第08話
吉川 春菜
演 - 大平奈津美
栞の高校時代の同級生。居酒屋でのアルバイト中に偶然紗千と再会。学生時代の栞がいじめられていた事実を知りながら傍観者であったことを告げる。

#### 第10話
役名無し
演 - 三浦誠己
信の背中を押した張本人。栞が街中で見つけ後をつけ問い詰める。「酔っていたし仕方ない」と自分の行為を認めるがタクシーで逃げる。

## スタッフ
- 脚本 - 坂元裕二
- 音楽 - 三宅一徳
- 演出 - 水田伸生、相沢淳
- 主題歌 - androp「Voice」[13]（WARNER MUSIC JAPAN / unBORDE）
- 演出補 - 戸﨑隆司、新山康幸、鈴木勇馬、副島正寛、塙芽衣、細川恵里
- 撮影 - 中山光一
- サウンドデザイン - 石井和之
- 音楽協力 - 松根文、内海宏樹
- 特殊メイク - 梅沢壮一
- 劇中料理 - 赤堀博美
- 医事監修 - 原義明、松本尚
- 縫製指導 - 柴田直惠
- 絵本 - ハヤシダシュウイチ[14]
- 統括 - 神蔵克
- チーフプロデューサー - 大平太
- プロデューサー - 次屋尚、千葉行利、大塚英治
- プロデュース補 - 金澤麻樹、高橋浩一郎、阪田俊彦
- 制作協力 - ケイファクトリー
- 製作著作 - 日本テレビ

## 放送日程
| 放送回                                                         | 放送日  | サブタイトル                                       | 演出     | 視聴率 |
| -------------------------------------------------------------- | ------- | -------------------------------------------------- | -------- | ------ |
| 第1話                                                          | 7月03日 | 命をかけて我が子を育てるシングルマザーの感動ドラマ | 水田伸生 | 13.9%  |
| 第2話                                                          | 7月10日 | 母が母であるための間違った選択？                   | 水田伸生 | 11.3%  |
| 第3話                                                          | 7月17日 | 母であること。そして娘でいること                   | 相沢淳   | 11.4%  |
| 第4話                                                          | 7月24日 | ぼく、おとうさんに会いたいよ                       | 水田伸生 | 13.9%  |
| 第5話                                                          | 7月31日 | 誰にも言えない、母の覚悟                           | 相沢淳   | 12.6%  |
| 第6話                                                          | 8月07日 | 生きるための嘘、我が子のために                     | 水田伸生 | 14.7%  |
| 第7話                                                          | 8月14日 | 生きる為に死んだ大切な人、その真実                 | 水田伸生 | 13.0%  |
| 第8話                                                          | 8月21日 | あの子を殺して私も死ねばいいの？                   | 相沢淳   | 13.0%  |
| 第9話                                                          | 8月28日 | 生きたい！ せめてあと10年                          | 水田伸生 | 14.9%  |
| 第10話                                                         | 9月04日 | お母さん、ほんとうのこと言って！                   | 相沢淳   | 14.0%  |
| 最終話                                                         | 9月11日 | こどもたちのこどもたちへ                           | 水田伸生 | 16.4%  |
| 平均視聴率 13.6%（視聴率はビデオリサーチ調べ、関東地区・世帯） |         |                                                    |          |        |

## 受賞
- 2013年度芸術選奨文部科学大臣賞 - 水田伸生
- 第40回放送文化基金賞 演技賞 - 満島ひかり[16]
- 第30回ATP賞テレビグランプリ2013 - ドラマ部門・最優秀賞
- 東京ドラマアウォード2014 主演女優賞 - 満島ひかり[17]
- 2014年（平成26年）日本民間放送連盟賞・番組部門・テレビドラマの部 最優秀
- フランスのカンヌ主催MIPCOM BUYERS' AWARD for Japanese Drama においてグランプリを受賞。
- 東京ドラマアウォード2018海外作品特別賞 - トルコ版『Woman』[18]